# Bothriochloa woodrovii
Bothriochloa woodrovii är en gräsart som först beskrevs av Joseph Dalton Hooker, och fick sitt nu gällande namn av Aimée Antoinette Camus. Bothriochloa woodrovii ingår i släktet Bothriochloa och familjen gräs. Inga underarter finns listade i Catalogue of Life.